# Wanda Chase
Wanda Chase da Silva (Manaus, 19 de novembro de 1950 — Salvador, 3 de abril de 2025) foi uma jornalista brasileira e ativista do movimento negro e da cultura. Destacou-se pela premiada atuação profissional, sobretudo, no jornalismo cultural, como também por seu uma das poucas profissionais negras no telejornalismo baiano, sendo tratada como "ícone" e "referência" do comunicação baiana. Passou por cargos diversos da comunicação: repórter, produtora, colunista, editora, apresentadora e comentarista. Sua defesa da cultura afro-brasileira, cobertura do Carnaval de Salvador e militância no Movimento Negro Unificado também lhe renderam a caracterização como "voz do movimento negro". Passou por veículos de comunicação como A Crítica, Rede Amazônica Manaus, Rede Manchete, TV Cabo Branco, Rede Globo Nordeste, TV Bahia, TV Aratu, TVE Bahia, iBahia, além da assessoria de imprensa do bloco Olodum.

## Biografia
Filha da dona de casa Dora Chase com um torneiro mecânico Cipriano, Wanda Chase é a filha mais velha do casal, que também teve outros quatro filhos (Nair, Thelma, Jefferson e Carlos). Assim como ela fez do Amazonas para a Bahia, parte de seus familiares ascendentes migrou do Maranhão para o Amazonas. Além disso, seus avós maternos eram de Barbados e migraram para o Norte Brasileiro, o que a torna uma barbadiana-brasileira e está expresso em seu sobrenome "Chase" (que significa "caçar").
Seguiu a carreira jornalística por influência de sua professora de redação, o que a levou a prestar o exame vestibular para o curso de Comunicação Social na Universidade Federal do Amazonas (UFAM), no qual alcançou a aprovação em sexto lugar. Assim, se formou na Faculdade de Comunicação Social da UFAM em 1974. De modo profissional, sua atuação jornalística teve início no jornal A Crítica, na emissora TV Encontro das Águas (então TV Cultura do Amazonas) e no estágio na Rede Amazônica Manaus (então TV Amazonas). Logo, ela se mudou para o Nordeste Brasileiro, chegou a trabalhar em Recife (no jornal A Cidade e na rádio Jornal) e em Campina Grande (na emissora TV Paraíba), como também na Rede Manchete e TV Cabo Branco. Nesse período passou a ter o estilo de penteado afro e ingressou no Movimento Negro Unificado (MNU). Na década de 1980, antes mesmo de se mudar, participava em Salvador das passeatas pela libertação de Nelson Mandela encarcerado pelo regime de segregação racial sul-africano e da festa Noite da Beleza Negra promovida pelo bloco afro Ilê Aiyê. Até que mudou-se para Salvador na virada da década (1988 ou 1991).
Já radicada em Salvador, foi conselheira e assessora de imprensa do Olodum, o que contribuiu para a projeção internacional da banda. Foi contratada pela TV Bahia por influência do então diretor de jornalismo Carlos Libório e lá começou como repórter investigativa, migrou para o jornalismo cultural e foi comentarista do carnaval soteropolitano. Em 2002, por conta de sua dedicação e proeminência na cidade, a Câmara Municipal de Salvador conferiu a Wanda Chase o título de Cidadã Soteropolitana. Apresentou a extinta revista eletrônica Rede Bahia Revista e depois passou a conduzir entrevistas especiais para edições de sábado do telejornal Bahia Meio Dia até ser demitida em outubro de 2015. Imediatamente após a TV Bahia, seguiu para a TV Aratu. Em 2017, voltou à TV Bahia para a cobertura do carnaval daquele ano. Ainda houve passagem pela TV Educativa da Bahia (TVE Bahia) em 2018, retorno à TV Aratu (inclusive com coberturas internacionais), entre outras atividades.
A despeito da aposentadoria, a jornalista manteve a coluna “Opraí Wanda Chase” no portal iBahia, a condução da temporada de 2023 do podcast "Papo Ciência" do Instituto Federal Baiano (IFBaiano) e do próprio podcast “Bastidores com Wanda Chase” e a escrita de um livro sobre a história do axé music. Antes de finalizar o livro, logo após o carnaval de 2025, Chase foi diagnosticada com aneurisma da aorta e submetida à cirurgia no Hospital Teresa de Lisieux, em Salvador, porém, complicações na cirurgia resultaram em sua morte em 3 de abril de 2025. Seu velório e cremação aconteceram no Cemitério do Campo Santo no dia 4 de abril de 2025.
Foi homenageada na Assembleia Legislativa da Bahia (ALBA) em tributo póstumo em sessão especial de cerimônia de entrega, in memoriam, do Título de Cidadã Baiana a familiares dela realizada no Plenário Orlando Spinola em 7 de abril de 2025, exatamente o Dia do Jornalista. A homenagem foi proposta pela Bancada do Partido dos Trabalhadores (PT) e a trilha sonora foi composta por canções preferidas da jornalista perfomadas pelos cantores Tonho Matéria e Adson: Dora composta por Dorival Caymmi, Evangelização composta por Gibi), Sorriso Negro composta por Adilson Reis Dos Santos, Jair Carvalho e Jorge Ribeiro e Toda Menina Baiana composta por Gilberto Gil. A cerimônia estava inicialmente agendada para o dia 13 de março de 2025, porém, foi remarcada em função do estado de saúde da jornalista, abalada por uma virose pós-carnaval.
Ainda no campo das homenagens, em abril de 2025, houve a sugestão na Assembleia Legislativa para emprestar seu nome para chamar um logradouro na região de Cajazeiras, em Salvador, como também houve sugestão proposta na Câmara Municipal de Salvador. A Universidade Federal da Bahia e o Ministério da Cultura foram instituições que emitiram nota de pesar por conta da morte da jornalista.